# Nemesia manderstjernae
Nemesia manderstjernae är en spindelart som beskrevs av Ludwig Carl Christian Koch 1871. Nemesia manderstjernae ingår i släktet Nemesia och familjen Nemesiidae.
Artens utbredningsområde är Frankrike. Inga underarter finns listade i Catalogue of Life.